# Південна Демерджі
Південна Демірджі́ (крим. Cenübiy Demirci) — одна з вершин Головного пасма Кримських гір на масиві Демерджі-Яйла поблизу м. Алушта.
Висота до 1239 м. На схилах утворились численні форми вивітрювання — стовпи, бастіони, біля підніжжя гори — кам'яні осипища (брили завтовшки 10-12м).
Складається із вапняків і конгломератів. Вкрита лісами (бук, граб, сосна); трапляються реліктові рослини — тис ягідний, піраканта червона. На вершині гірсько-лучна рослинність.
Південно-західний схил Демерджі є пам'яткою природи національного значення — Урочище Демерджі.

## Галерея

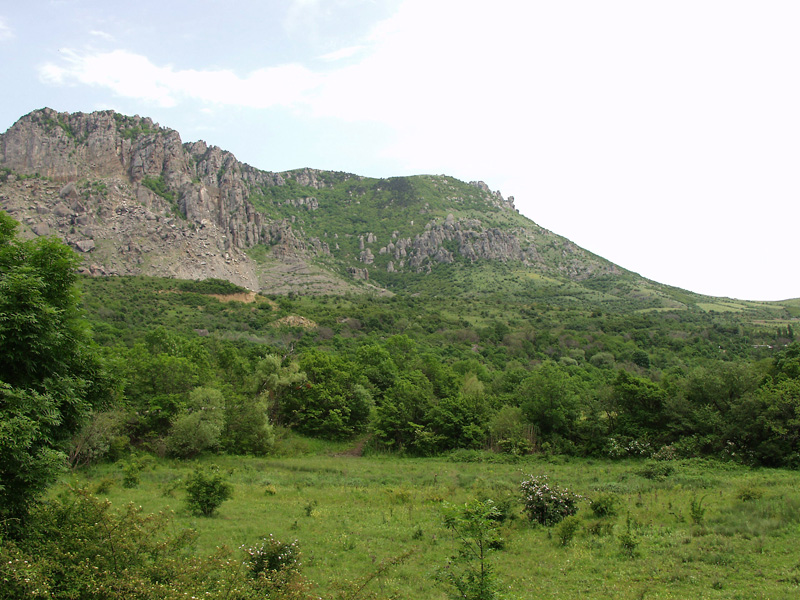
Південна Демерджі
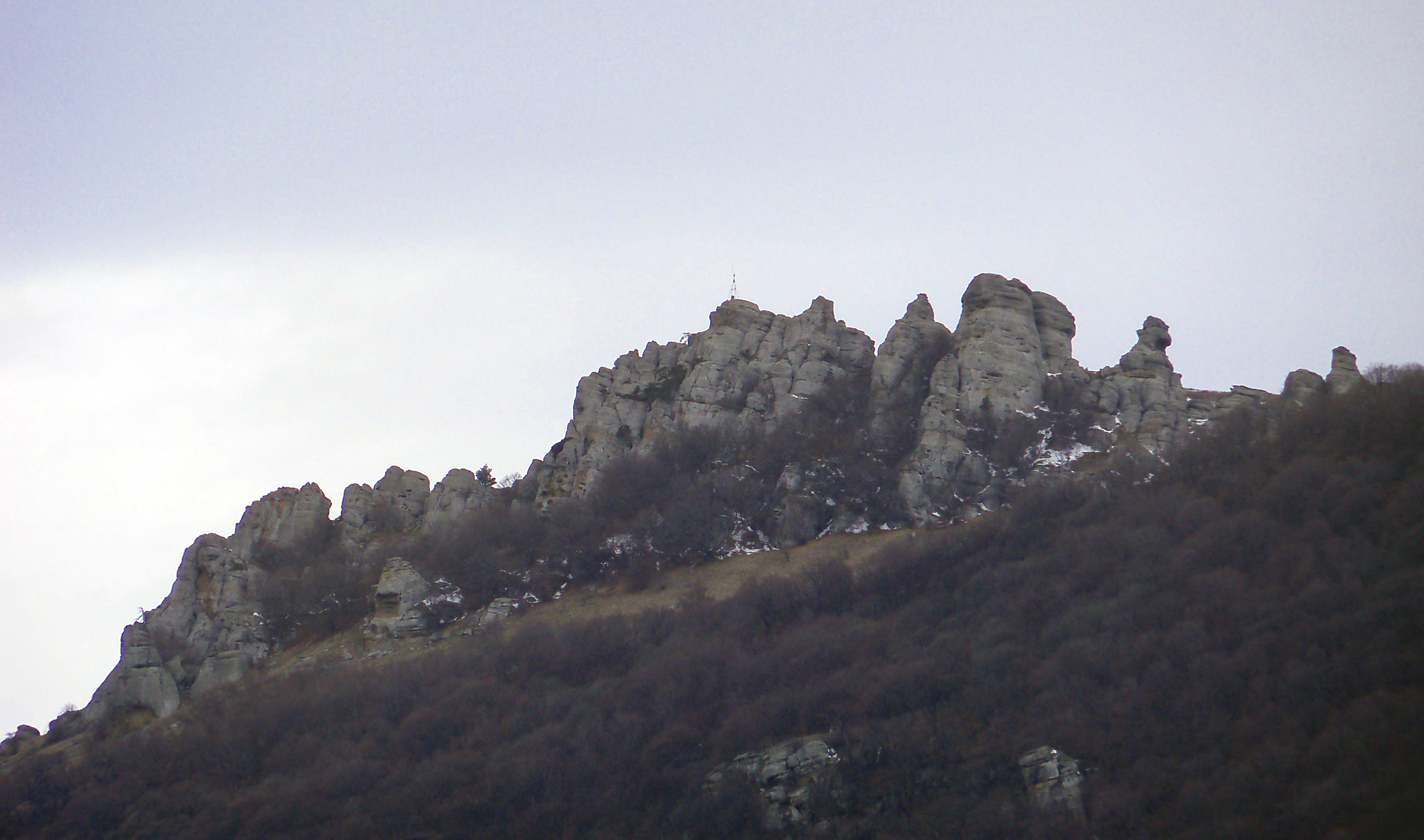
Вид з підніжжя Південної Демерджі на вершину
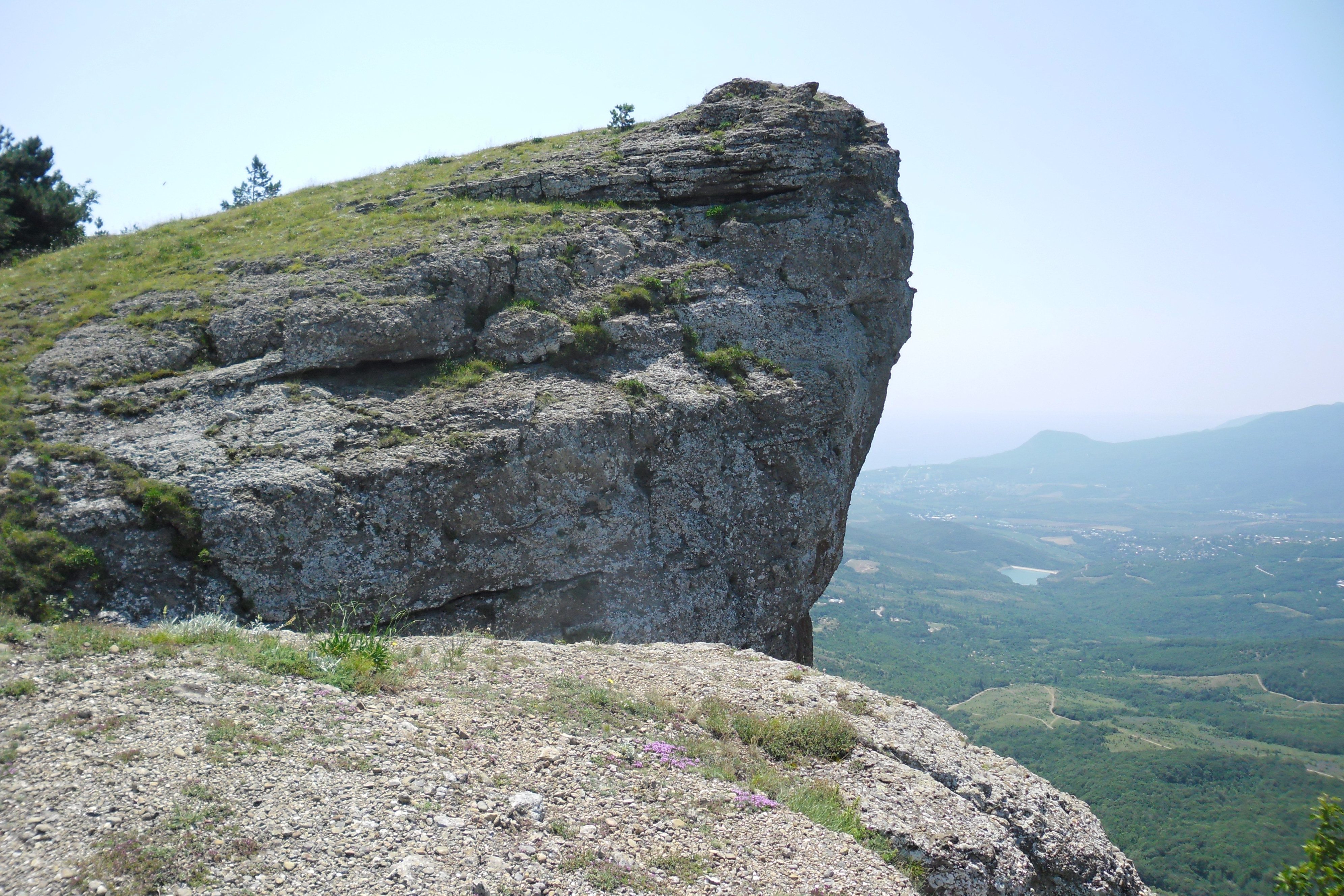
Скеля на Південній Демерджі
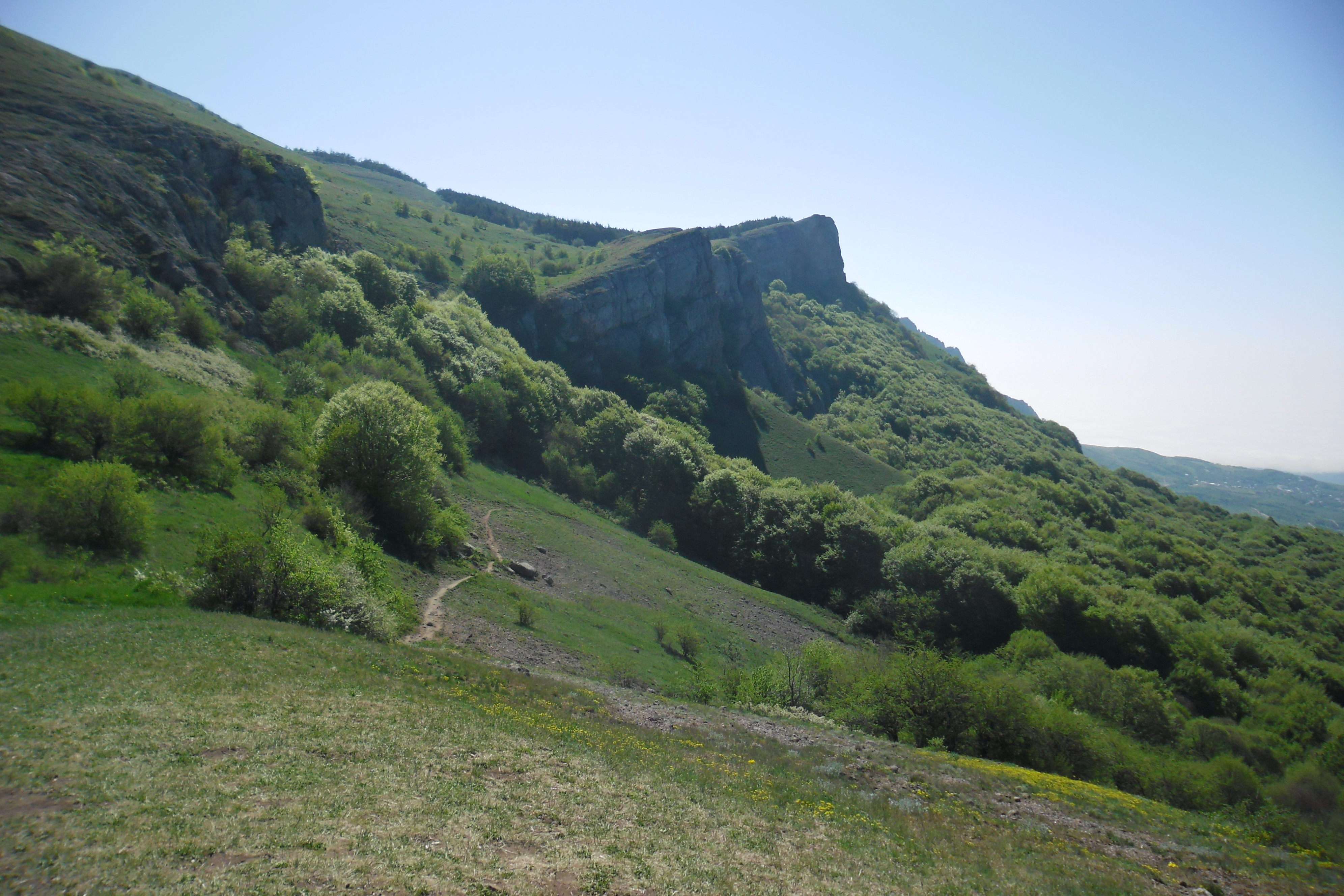
Скелі на стежці до Печери МАН

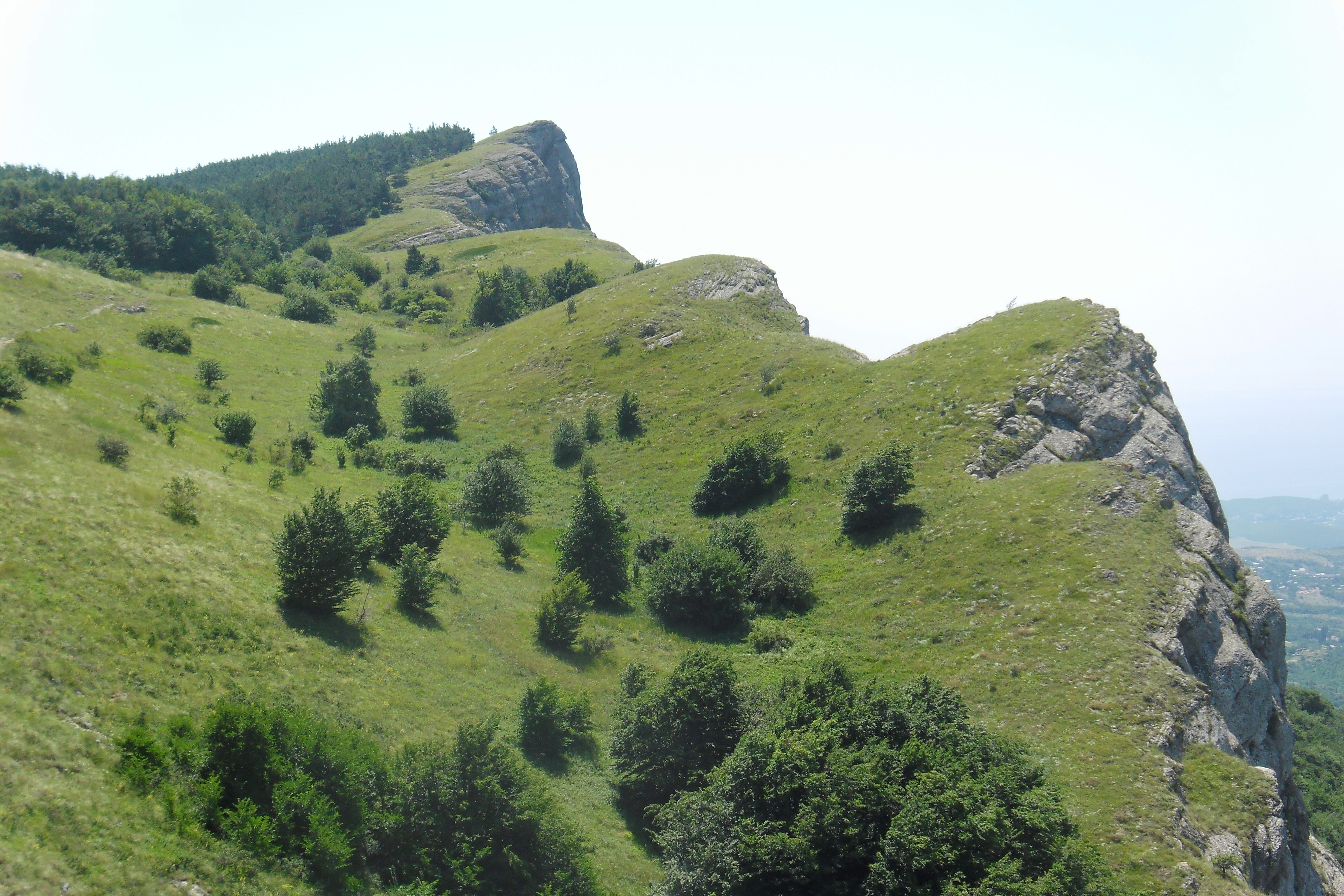
Демерджі-яйла. Обрив у бік долини ріки Ангара.